# Emiratia
Emiratia is een geslacht van uitgestorven zee-egels uit de familie Emiratiidae.

## Verspreiding en leefgebied
De vertegenwoordigers van dit geslacht worden gevonden in het Krijt van Ras al Khaimah van de Verenigde Arabische Emiraten.